# Achilles Last Stand
Achilles Last Stand is een nummer van de Engelse rockband Led Zeppelin. Het is het openingsnummer van hun zevende studioalbum Presence uit 1976.
Beïnvloed door oosterse muziek, mythologie, vreemde culturen en de daarbij behorende traditionele muziek die ze tijdens hun reizen hadden ontdekt, begonnen gitarist Jimmy Page en zanger Robert Plant in de zomer van 1975 met het schrijven van het nummer. Met een lengte van bijna tien en een halve minuut is het een van de langste, en meest complexe studio-opnames van Led Zeppelin.
Het nummer kreeg overwegend positieve kritieken van de muziekrecensenten, sommigen vergeleken het met ander Led Zeppelinwerk zoals het nummer "Kashmir". Jimmy Page noemde het vaak zijn favoriete nummer en beschouwd de gitaarsolo gelijkwaardig als die in het nummer "Stairway to heaven".

## Achtergrond
Na afloop van de concerttour door de Verenigde Staten en Canada in het voorjaar van 1975, en de vijf optredens in Earls Court in Londen in mei van hetzelfde jaar, nam de band het besluit om voorlopig niet meer op te treden. Om te ontkomen aan de hoge belastingdruk kregen de bandleden het advies om niet te veel tijd in het Verenigd Koninkrijk door te brengen. Hierop wordt gezinspeeld in de openingszin van het nummer:

It was an April morning when they told us we should go, and as I turned to you, you smiled at me, how could we say no. 
(Het was op een ochtend in april toen ze ons vertelden dat we beter weg konden gaan, en toen ik me tot jou wendde, glimlachte je naar me, hoe konden we daar nee tegen zeggen.)

Jimmy Page en Robert Plant vertrokken in juni 1975 naar Marokko om materiaal te schrijven voor een nieuw album. Page luisterde daar veel naar de lokale traditionele muziek, waarvan de invloed terug te horen is in zijn gitaarspel in "Achilles Last Stand". Muziek uit Noord-Afrika en het Midden-Oosten was al eerder een inspiratiebron voor nummers van Led Zeppelin, zoals te horen is in "Friends", "Four Sticks", "No Quarter" en "Kashmir".
Hoewel "Achilles Last Stand" mythologische verwijzingen gebruikt die zijn ontleend aan William Blakes kunstwerk Albion, de Atlas-mythe en de Griekse held Achilles, gaat het nummer over de reizen door Noord-Afrika die Page en Plant maakten tijdens hun fiscale ballingschap.
De titel is een ironische verwijzing naar Plants auto-ongeluk van 4 augustus 1975, op het Griekse eiland Rhodos, waarbij hij zijn enkel blesseerde. De Griekse held Achilles werd, volgens de mythe, gedood door een pijl in zijn achillespees, afgevuurd door Paris. Plant was daardoor gedwongen de opnames voor het nieuwe album vanuit een rolstoel te doen. De werktitel van het nummer luidde dan ook, "The Wheelchair Song". De Canadese muziekjournalist en biograaf Martin Popoff zei in 2017 over de tekst:

Albion is een verwijzing naar Blake, maar ook de oude naam voor wat later Engeland zou heten. Het Atlasgebergte, dat door Marokko, Algerije en Tunesië loopt, wordt ook genoemd, maar de tekst verwijst eigenlijk naar Atlas, de god die de wereld op zijn schouders draagt. Plant legt ook een verband tussen zijn reizen naar Griekenland, Spanje, Montreux, Jersey en Californië, en hoe men zich, door te reizen, de wereld eigen maakt.

## Opname
Na uitgebreide repetities in Los Angeles, verplaatste Led Zeppelin zich naar de Musicland Studios in München om het album Presence op te nemen. Op 12 november 1975 begon de band met de eerste opname van "Achilles Last Stand". Bassist John Paul Jones gebruikte voor het eerst een plectrum tijdens een opname, om zijn achtsnarige BecVar Series I Triple Omega basgitaar te bespelen. Jones had de gitaar in 1975 gekocht bij Don Weir's Music City in San Francisco en was gebouwd door Bruce BecVar, een voormalig instrumentenmaker bij gitaarfabrikant Alembic. Hij zei dat deze meer volume toevoegde aan Page's gitaarsolo's. Hoewel Page het hier in eerste instantie niet mee eens was, moest hij al snel toegeven dat het wel degelijk effect had.
Na afloop van de opnames voor het album voegde Page, in afwezigheid van de andere bandleden, op dezelfde avond nog zes extra gitaarpartijen toe aan de opname van "Achilles Last Stand".
Page:

Ze moesten er allemaal in een keer uitkomen. Ik wist dat elke gitaarpartij er toe deed, krachtig en met een eigen geluid.

## Recensies
Het nummer kreeg overwegend positieve kritieken van de muziekrecensenten.
Journalist Stephen Davis van het muziektijdschrift Rolling Stone, schreef in 1976:

"Achilles Last Stand" zou een nummer van The Yardbirds kunnen zijn, maar dan twaalf jaar later. De indeling is als vanouds: Het woeste en aanvallende drummen van John Bonham speelt de echte hoofdrol in het nummer, totdat Jimmy Page moe wordt van het akkoord dat hij tijdens de zang van Plant moet spelen en de hoofdrol overneemt.

Jon Young van het tijdschrift Spin was in 1991 negatiever in zijn review en kraakte het nummer af: "Niets is minder bevredigend dan tien minuten "Achilles Last Stand", een zware en saaie beproeving."
In 2011 schreef Classic Rock Review: "Achilles Last Stand" is het huzarenstukje van Presence, een soort reisverslag. Een minpuntje van het nummer is dat het net iets te lang duurt en op het eind in herhaling valt."
Andrew Doscas van PopMatters omschreef het nummer als: "Het laatste epische nummer van Led Zeppelin."
Brian Downing van AllMusic noemde het nummer: "Het meest ambitieuze nummer van Presence, het enige dat is te vergelijken met de meesterwerken van Physical Graffiti."

## Live-uitvoeringen
Nadat Robert Plant voldoende hersteld was, begon Led Zeppelin in november 1976 met de voorbereidingen voor een concerttour door de Verenigde Staten. "Achilles Last Stand" was een van de eerste nummers die ze repeteerden. Omdat de studio-opname extra gitaarpartijen bevatte, moest er een nieuw arrangement gemaakt worden om het live uit te kunnen voeren.
Page:

We hadden het ons ook gemakkelijk kunnen maken door alleen het bekende werk te spelen, maar we sprongen echt het diepe in met "Achilles". Ik dacht dat ik de dubbele Gibson EDS 1275 moest gebruiken, maar eigenlijk klonk het beter met de gewone 6-snarige, door verschillende effectpedalen te gebruiken.

"Achilles Last Stand" en "Nobody's Fault But Mine" waren de enige twee nummers van het album Presence die de band toevoegde aan hun setlist tijdens optredens. Het werd voor het eerst live gespeeld op 1 april 1977 in Dallas in het Dallas Memorial Auditorium, tijdens de concerttour door de VS. Het werd voor het laatst gespeeld op 5 juli 1980 in München in de Olympiahalle, tijdens de Tour Over Europe 1980. Op de Led Zeppelin DVD uit 2003 staat een versie die op 4 augustus 1979 opgenomen is tijdens een optreden op het Knebworth Festival.

## Coverversies
Achilles Last Stand is door diverse artiesten gecoverd. De bekendste zijn:
| Artiest                         | Album                                                                  | Jaar |
| ------------------------------- | ---------------------------------------------------------------------- | ---- |
| Dream Theater                   | A change of seasons                                                    | 1995 |
| Assisting Sorrow                | Dead Zeppelin - A Metal Tribute to Led Zeppelin                        | 2000 |
| The Classic Rock String Quartet | The Led Zeppelin Chamber Suite: A Classic Rock Tribute to Led Zeppelin | 2004 |
| Fierce Atmospheres              | Black Dog - A Tribute to Led Zeppelin's Greatest Hits                  | 2014 |

John Bonham · John Paul Jones · Jimmy Page · Robert Plant